# Métro de Lausanne
Hệ thống tàu điện ngầm Lausanne (tiếng Pháp: Métro de Lausanne) là một hệ thống giao thông đường sắt đô thị ở Lausanne, Thụy Sĩ, vận hành cả dịch vụ vận chuyển nhanh không người lái trên một tuyến đường tách biệt và các dịch vụ đường sắt nhẹ truyền thống hơn. Khoảng một phần tư của hệ thống đã được sử dụng cho giao thông đường sắt đô thị kể từ năm 1877, khi tuyến đường giữa trung tâm thành phố và Ouchy được mở là tuyến đường sắt công cộng đầu tiên của Thụy Sĩ. Mạng được sở hữu bởi hai công ty riêng biệt và được điều hành bởi một phần ba.
Trong số hai tuyến vận hành, tuyến thứ nhất là tuyến đường sắt nhẹ có sức chứa giới hạn, trong khi tuyến thứ hai là tàu điện ngầm hoàn toàn tự động mở cửa vào ngày 27 tháng 10 năm 2008. Khi khai trương, Lausanne đã thay thế Rennes thành thành phố nhỏ nhất trên thế giới có một hệ thống tàu điện ngầm đầy đủ. Một tuyến thứ ba hiện đang được lên kế hoạch, dựa trên cùng một công nghệ tàu điện ngầm cao su. Điều này khiến Lausanne trở thành thành phố đầu tiên và (tính đến năm 2019) là thành phố duy nhất ở Thụy Sĩ có hệ thống tàu điện ngầm, mặc dù Zürich từng đề xuất một hệ thống U-Bahn vào những năm 1960 và 70, thất bại trước sự phản đối chính trị và công khai lớn.